# Bertha-von-Suttner-Schule (Hannover)

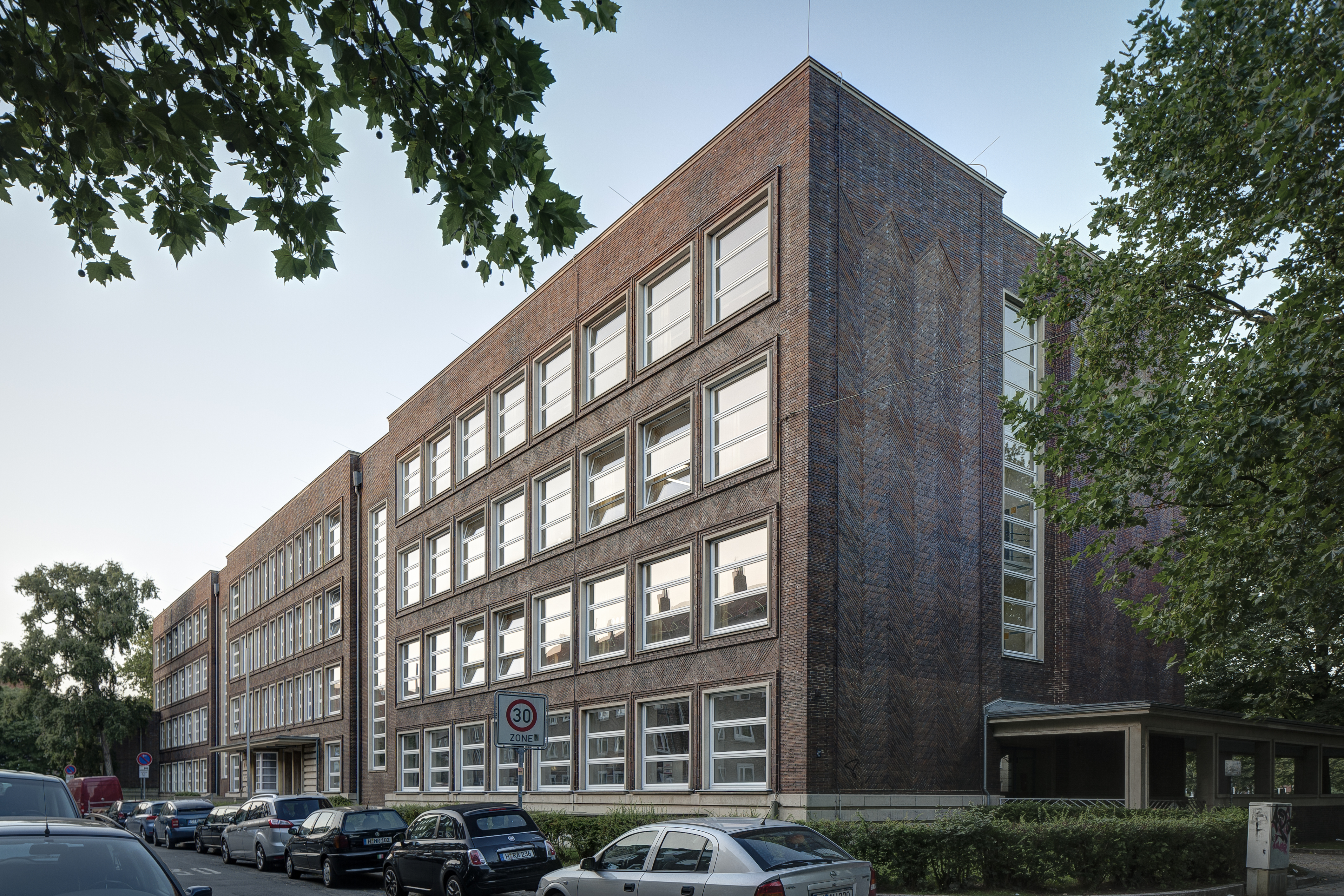
Der ab 1929 errichtete westliche Hauptflügel der Bertha-von-Suttner-Schule entlang der Pfalzstraße in der Südstadt Hannovers

Die Bertha-von-Suttner-Schule und frühere Heinrich-Heine-Schule in Hannover ist ein Ende der 1920er Jahre errichteter, heute denkmalgeschützter Schulbau im hannoverschen Stadtteil Südstadt, Altenbekener Damm 20. Das dem Stadtbaurat Karl Elkart als eines von dessen wichtigsten Bauten zugeschriebene Gebäude wurden Anfang des 21. Jahrhunderts jedoch als eine Schöpfung hauptsächlich des Architekten Hans Bettex erkannt.

## Geschichte
Der als Volksschule gedachte und in zwei Teilen in den Jahren 1929 bis 1930 mit der bis 1931 anschließenden Turnhalle errichtete Gebäudekomplex, zeitweilig als Heinrich-Heine-Schule geführt, war später in Bertha-von-Suttner-Schule umbenannt worden.
Die Haupt- und Realschule wurde in nach Schulform getrennten Klassen geführt. Sie stellte zum Ende des Schuljahres 2017/2018 ihren Betrieb ein.
Im selben Gebäude wird dafür die 2013 gegründete integrierte Gesamtschule IGS Südstadt fortgeführt. Seit dem Frühjahr 2019 wird das Gebäude um einen dritten Flügel erweitert und seit dem Schuljahr 2019/2020 der erste IGS Jahrgang auch in der 11. Klasse fortgeführt.

## Persönlichkeiten

### Schüler
- ab 1950: Franz-Jürgen Blumenberg (* 1941), deutscher Psychologe und Sachbuchautor[6]